# Fernando de la Rúa
Fernando de la Rúa, född den 15 september 1937 i Córdoba, död den 9 juli 2019 i Buenos Aires, var en argentinsk advokat och politiker i Unión Cívica Radical (UCR). De la Rúa valdes till Argentinas president 1999 i en allians med flera småpartier men tvingades avgå den 20 december 2001 efter den omfattande ekonomiska krisen i Argentina genom att fly presidentpalatset i en helikopter. Inom loppet av ett par dagar efterträddes de la Rúa av fyra interimspresidenter: Ramón Puerta, Adolfo Rodríguez Saá, Eduardo Camaño samt Eduardo Duhalde.